# 丹南広域農道
丹南広域農道（たんなんこういきのうどう）は、福井県越前市塚原町（旧武生市塚原町）と同県福井市竹生町（旧丹生郡清水町竹生）を結ぶ、延長約20.8 kmの広域農道。1989年（平成元年）11月15日全面開通。しかしその多くは主要地方道や市町道へと転用され、2020年（令和2年）4月1日には南端区間である越前市の上太田第2交差点から塚原交差点までの4,730 m区間が国道365号の一部に昇格した。そのため農道区間として残存しているのは福井市区間の北端部約2.0 km、並びに丹生郡越前町区間の南端部約0.5 kmに過ぎないが、「旧丹南広域農道」が一連の区間を指す通称として用いられている。

## 概要
丹南広域農道は、当初は福井臨海工業地帯と結ぶ大型産業道路として計画され、1972年（昭和47年）に武生市（現・越前市）をはじめ鯖江市・朝日町（現・越前町）・清水町（現・福井市）の丹南4市町の農産物輸送の幹線道路として工事が着工された。
工事着工後、用地買収交渉の難航により路線変更が相次ぎ、継ぎはぎの形で部分的に工事が行われて供用されていた。未開通区間のうち、武生市片屋町（現・越前市片屋町）の約92 mの区間について、35 m分の水田を所有する同地区の地主との用地交渉がもつれ、12年間の間「開かずの道」となっていた。そのため、同区間はS字状に急カーブを描いて迂回を余儀なくされ、見通しが悪いために交通事故も多発していた。用地交渉は暗礁に乗り上げていたが、市当局の粘り強い交渉や地区役員の説得により、1989年（平成元年）に入って地主との交渉が成立し、市道改良工事として着手して以来12年ぶりに工事が再開され、同年9月4日に同区間が開通した。また、最後の未開通区間だった清水町在田（現・福井市在田町）と朝日町田中（現・越前町田中）間の1.1 kmも用地買収が難航したが、1988年度（昭和63年度）に天王川に架かる天王川橋（仮称）の工事に着工、1989年（平成元年）に完成した。
丹南広域農道は、幅員9 m（車道6 m）の2車線道路で、朝日町田中（現・越前町田中）の天王川大橋（長さ56 m、幅員10 m）の完成により全線の通行が可能となった。総事業費は約65億6200万円。1989年（平成元年）11月15日に武生市・鯖江市・朝日町・清水町の丹南地区広域営農団地育成事業促進協議会が主催する開通式が行われ、武生市塚原町（現・越前市塚原町）の国道8号交差点でテープカットが行われ、天王川大橋南詰めまでカーパレードが行われた。天王川大橋南詰めで記念式典とテープカットを行って渡り初めをした後、清水町竹生（現・福井市竹生町）まで再びカーパレードを行って開通を祝った。
越前市は、丹南広域農道の県道認定を目指していたが、前述の通り、2020年（令和2年）4月1日に上太田第2交差点から塚原交差点までの区間が国道365号へ振り替えられている。

## 道路状況
福井市街から福井県道6号福井四ヶ浦線で西へと進み、日野川を渡り同市清水地区（旧丹生郡清水町）に入って約1 kmの竹生（たこお）交差点を北端とし、概ね直線的に南進、越前町役場に近い旧朝日町東端部、鯖江市西部、越前市の盆地西端部を結び、信号機の設置箇所も少ないことから、混雑がなければ全区間の制限速度である50 km/h走行にて約30分で本路線南端、かつ国道8号福井バイパスと福井県道28号福井朝日武生線（旧国道8号）双方の終点でもある越前市塚原（つかばら）交差点へと至る。
このため沿道区間周辺発着の利用のみならず、国道8号の補助路線としての性格も併せ持っており、国道8号や北陸自動車道各ICとのアクセスに15分以上かかる坂井・福井両市西部の日野川 - 九頭竜川下流部周辺地域（福井市街の一部や坂井市三国町市街がかかるほか、福井港・福井臨海工業地帯ほかの工業集積地、JA福井県の集荷拠点が点在する）と、敦賀市など福井県嶺南地域、さらに先の近畿地方とを結ぶ最短経路の一部として全区間を完走する自動車も少なくない。また、地域高規格道路の候補路線とされている「丹南西縦貫道路」の構想ルート帯と重なっている部分が多く、福井県の広域交通網においては一般国道や主要地方道になっていない区間もそれ並みに重視されている路線のひとつである。
福井県道28号福井朝日武生線区間にある鯖江市冬島町の約150 mのみ、センターラインを引けない幅5.5 m未満の未改良区間となっており、歩行者・軽車両がいる場合や大型車同士のすれ違いには注意を要する。また福井市竹生町・三留町付近の山間部、鯖江市・越前市境の市道部約500 mの各区間は勾配の大きい切通しの峠道のため、路面凍結時に注意が必要である。特に後者の鯖江市側は急勾配かつS字カーブとなっており、トンネル化要望もある区間ながら実現していない。しかし多くは田園地帯を通る平坦路であり、カーブも少ない2車線の快走路となっている。区間内の目立った住宅集中区域は北端付近の東側に面する、福井県などが開発した新興住宅地「グリーンハイツ」程度であり、あとはところどころに大型商業施設や大規模工場、集落が点在していることが特徴だが、そこでの右折待ちによって混雑する状況が生まれやすい。
越前市の国道・市道化された区間の一部では、沿道にある大規模工場周辺での朝夕の通勤時間帯の渋滞が問題視され、福井県並びに越前市により2022年度より4車線化事業が行われており、福井県では将来的に現事業区間以南となる旧農道の国道365号区間全線の4車線化も検討する、としている。

## 接続路線
- 福井県道6号福井四ヶ浦線（福井市竹生町・竹生交差点）
- 福井県道253号清水麻生津線（福井市三留町）
- （福井市清水杉谷町・福井県道253号交点 - 同市島寺町・島寺交差点の区間は福井市道757号線）
- 福井県道265号ふくい健康の森線（福井市島寺町・島寺交差点）
- 福井県道28号福井朝日武生線（福井市島寺町・島寺交差点 - ＜重複＞ - 越前町気比庄・気比庄東交差点）

福井県道28号福井市・越前町区間内の接続路線
- 福井県道32号清水美山線（福井市真栗町・真栗交差点 - ＜重複＞ - 同市坪谷町）
- 福井県道185号鯖江清水線（福井市坪谷町 - ＜重複＞ - 越前町田中・田中口交差点）

- （越前町・鯖江市境 - 朝日大橋東交差点の区間は鯖江市道川去北線）
- 国道417号（鯖江市川去町・朝日大橋東交差点）
- （朝日大橋東交差点 - 福井県道28号合流点の区間は鯖江市道丹南広域道北線）
- 福井県道28号福井朝日武生線（鯖江市川去町 - ＜重複＞ - 同市上野田町）

福井県道28号鯖江市区間内の接続路線
- 福井県道189号青野鯖江線（鯖江市持明寺町）
- 福井県道104号鯖江織田線（鯖江市下野田町）

- （鯖江市上野田町・福井県道28号分岐点 - 鯖江市・越前市境の区間は鯖江市道丹南広域道南線）
- （鯖江市・越前市境 - 国道365号合流点の区間は越前市道第3801号線）
  - 福井県道212号寺武生線（越前市氷坂町）
- 国道365号（越前市上太田町・上太田第二交差点 - ＜重複＞ - 同市塚原町・塚原交差点）

国道365号区間内の接続路線
- 福井県道19号武生米ノ線（越前市岡本町）
- 福井県道190号小曽原武生線（越前市広瀬町）
- 国道8号（越前市塚原町・塚原交差点） - 東方向は福井バイパス事業区間、かつ国道365号重複
- 福井県道28号福井朝日武生線（越前市塚原町・塚原交差点） - 旧国道8号

## 沿線
- PLANT-3清水店（福井市三留町）
- 福井市清水健康管理センター・福井市役所清水連絡所（福井市風巻町）
- ホームセンターヤマキシ朝日店（越前町乙坂）
- 福井鉄道鯖浦線川去駅跡（鯖江市川去町）
- 福井県立鯖江青年の家（鯖江市上野田町）
- 福井県丹南運転者教育センター（運転免許試験場、越前市余田町）
- 丹南総合公園（越前市余田町）
- 越前打刃物振興施設 刃物の里（越前市池ノ上町）

## 別名
- 青年の道（主要地方道部を含む鯖江市全区間）

## 参考資料
- 福井新聞社 編『福井新聞縮刷版』 No.150（平成元年4月号）、福井新聞社、1989年。
- 福井新聞社 編『福井新聞縮刷版』 No.155（平成元年9月号）、福井新聞社、1989年。
- 福井新聞社 編『福井新聞縮刷版』 No.157（平成元年11月号）、福井新聞社、1989年。
- “市道認定路線図（美山地区、越廼地区、清水地区）”.   福井市 (2017年4月24日). 2024年2月29日閲覧。
- “鯖江市市道路線網図（令和5年4月1日現在）”.   鯖江市 (2023年4月1日). 2024年2月29日閲覧。
- “越前市市道網図の閲覧について”.   越前市役所 (2023年11月27日). 2024年2月29日閲覧。